# Puig de les Coves
El Puig de les Coves és una muntanya de 1.111,1 metres d'altitud del terme comunas de Serdinyà, de la comarca del Conflent, a la Catalunya del Nord.
És al nord-est del terme comunal, a prop al nord de l'antic poble dels Horts. Rep el nom de les coves que hi ha en el seu vessant, la Cova d'en Selva al nord.oest i les Coves de l'Elra al sud.